# 太和站 (广州)
太和站是广州地铁14号线的一个车站，位于中國廣東省廣州市白云区105国道（广从公路）、大沥路、科强路口的地底。车站于2018年12月28日随14號線一期通车而启用。
本站與位於附近的石湖停车场接軌。

## 车站結構

### 車站樓層
本站共有兩層。地面為105国道、大沥路、科强路，太和镇及沿街商鋪和村鎮住宅等。地下一層為站廳，地下二層為14號線月台。
| 地下一层 | 站厅                       | 售票機、客服中心、警务室、安检设施 |  |  |
| 地下二层 |                            | █14号线 越行路轨                   |  |  |
|          | 2 站台                     | █14号线 嘉禾望岗方向（下站：夏良） |  |  |
|          | 岛式站台（卫生间、母婴室） |                                    |  |  |
|          | 1 站台                     | █14号线 东风方向（下站：竹料）     |  |  |
|          |                            | █14号线 越行路轨                   |  |  |

### 站厅
太和站站厅設有售票機、自动售卡/充值机、客務中心；同时设有自动售卖机、便利店以及面包糕饼店。
为方便行人进出，目前站厅中间偏东侧被划分为收费区，收费区内设有三条扶手电梯、两条楼梯和一台专用电梯供乘客前往月台层。
本站為14號線一期四個特色站之一，以「逸·居」為主題，採用動態LED显示屏实时展示車站外的天空变化、日出日落、四季轮回等美景。

### 月台
本站设有一个岛式月台，位于105国道地底。本站的卫生间和母婴室均设于站台北侧。
本站作為14號線的快慢車越行站，因此設有四條路軌。內側兩條路軌供普通車停靠供乘客上下車使用；外側兩條路軌則專供快車使用，在本站越過普通車，沒有設置任何上下車設施。同時內側和外側路軌之間以牆壁分隔，不過在往東風一端的牆壁較短，乘客可以在往東風一端的月台部分，清楚看見快車越過本站的情景。
另外，內側的兩條路軌亦於南端互相連接成為一條路軌，可供列车往返于石湖停车场。

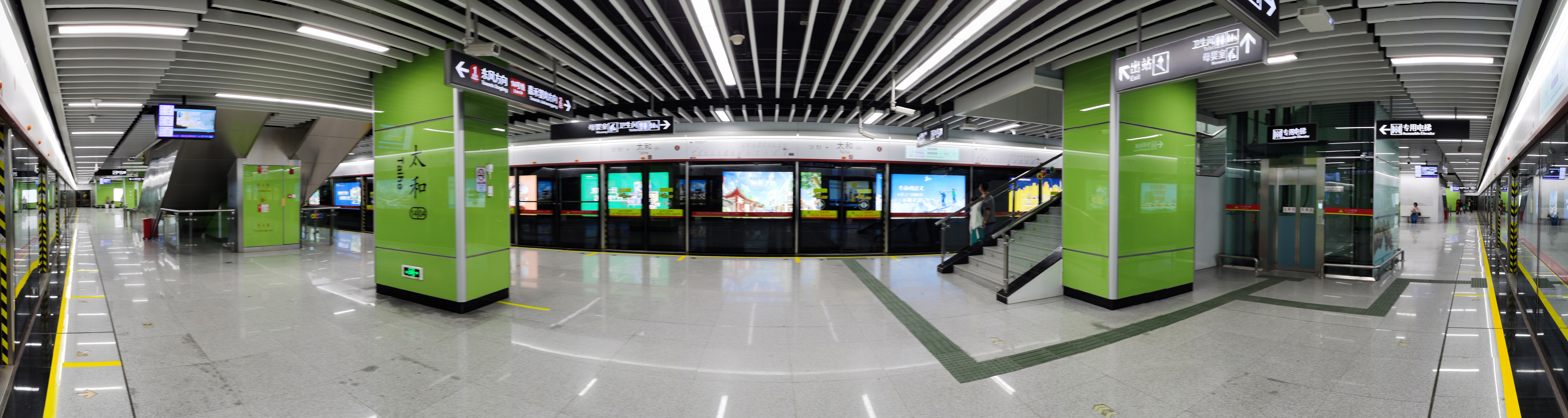
1号站台全景图

### 出入口
太和站目前设有4个出入口供乘客进出。
|                                           |                                                       |      |          |                                                  |
| 編號                                      | 设施                                                  | 照片 | 出口指示 | 建議前往的目的地                                 |
| A                                         | 盲道标志 · 扶手电梯标志                               |      | 廣從三路 | 地铁太和站公交车站（北行）                       |
| C                                         |                                                       |      | 廣從三路 | 太和田心路、丰泰横路、地鐵太和站公交車站（南行） |
| D                                         | 扶手电梯标志                                          |      | 廣從三路 |                                                  |
| E                                         | 盲道标志 · 升降机标志 · 无障碍通道标志 · 扶手电梯标志 |      | 廣從三路 |                                                  |
| 註： 設有 \| 設有 \| 設有 \| 設有扶手電梯 |                                                       |      |          |                                                  |

## 接驳交通
| 公交（地铁太和站） \| 编号 \| 编号 \| 线路 \| 线路 \| 线路 \| 收费 \| 备注 \| \| ---- \| ---- \| ---------------------- \| ---- \| -------------------- \| ---- \| ------------- \| \| \| 471 \| 草庄村 \| ⇆ \| 石湖镇东路 \| 2元 \| \| \| \| 504 \| 员村一横路 \| ⇆ \| 太和（沙亭岗村） \| 3元 \| \| \| \| 563 \| 石井（庆丰纺织服装城） \| ⇆ \| 太和（民营科技园） \| 3元 \| \| \| \| 659 \| 龙归城（地铁夏良站） \| ⇆ \| 大罗村（省女子监狱） \| 2元 \| 30分/班 \| \| \| 728 \| 地铁龙归站 \| ⇆ \| 良田村委 \| 2元 \| \| \| \| 735 \| 地铁龙归站 \| ↺ \| 龙归墟 \| 2元 \| \| \| \| 758 \| 帽峰山（高屋村） \| ⇆ \| 太和（丰泰横路） \| 2元 \| \| \| \| 797 \| 大罗村 \| ⇆ \| 太和（民营科技园） \| 2元 \| \| \| \| 973 \| 太和（丰泰横路） \| ⇆ \| 兴丰村 \| 2元 \| \| \| \| 夜76 \| 罗冲围（松南路） \| ⇆ \| 太和（民营科技园） \| 4元 \| 563路附属线路 \| |      |                        |      |                      |      |               |
| 编号 | 编号 | 线路                   | 线路 | 线路                 | 收费 | 备注          |
| | 471  | 草庄村                 | ⇆    | 石湖镇东路           | 2元  |               |
| | 504  | 员村一横路             | ⇆    | 太和（沙亭岗村）     | 3元  |               |
| | 563  | 石井（庆丰纺织服装城） | ⇆    | 太和（民营科技园）   | 3元  |               |
| | 659  | 龙归城（地铁夏良站）   | ⇆    | 大罗村（省女子监狱） | 2元  | 30分/班       |
| | 728  | 地铁龙归站             | ⇆    | 良田村委             | 2元  |               |
| | 735  | 地铁龙归站             | ↺    | 龙归墟               | 2元  |               |
| | 758  | 帽峰山（高屋村）       | ⇆    | 太和（丰泰横路）     | 2元  |               |
| | 797  | 大罗村                 | ⇆    | 太和（民营科技园）   | 2元  |               |
| | 973  | 太和（丰泰横路）       | ⇆    | 兴丰村               | 2元  |               |
| | 夜76 | 罗冲围（松南路）       | ⇆    | 太和（民营科技园）   | 4元  | 563路附属线路 |

## 歷史
本站最早在2003年的地铁规划方案出现，為當時的新华线的其中一個車站。後來新華線分拆為來往花都區的9號線和來往從化區的14號線，本站成為14號線的車站之一。
本站在规划及建設時命名为太和站。2018年3月，廣州地鐵集團向廣州市民政局地名委員會申報十四号线车站沿线站名，最終經公示確定以太和站作為車站正式名稱。
2018年9月26日，包括本站在内，14号线嘉禾望岗至马沥段举行“三权移交”，随即展开运营调试。随后于同年12月28日下午2时，本站随14號線一期通车而启用。2021年1月28日，本站A口开通。
2022年年末疫情期间，本站曾受防控措施影响，于2022年11月21日至27日暂停服务。

## 未来发展
规划中的26号线将以本站作为终点站，34号线亦计划停靠本站。